# Oberste und unterste Röder nördlich Seeheim

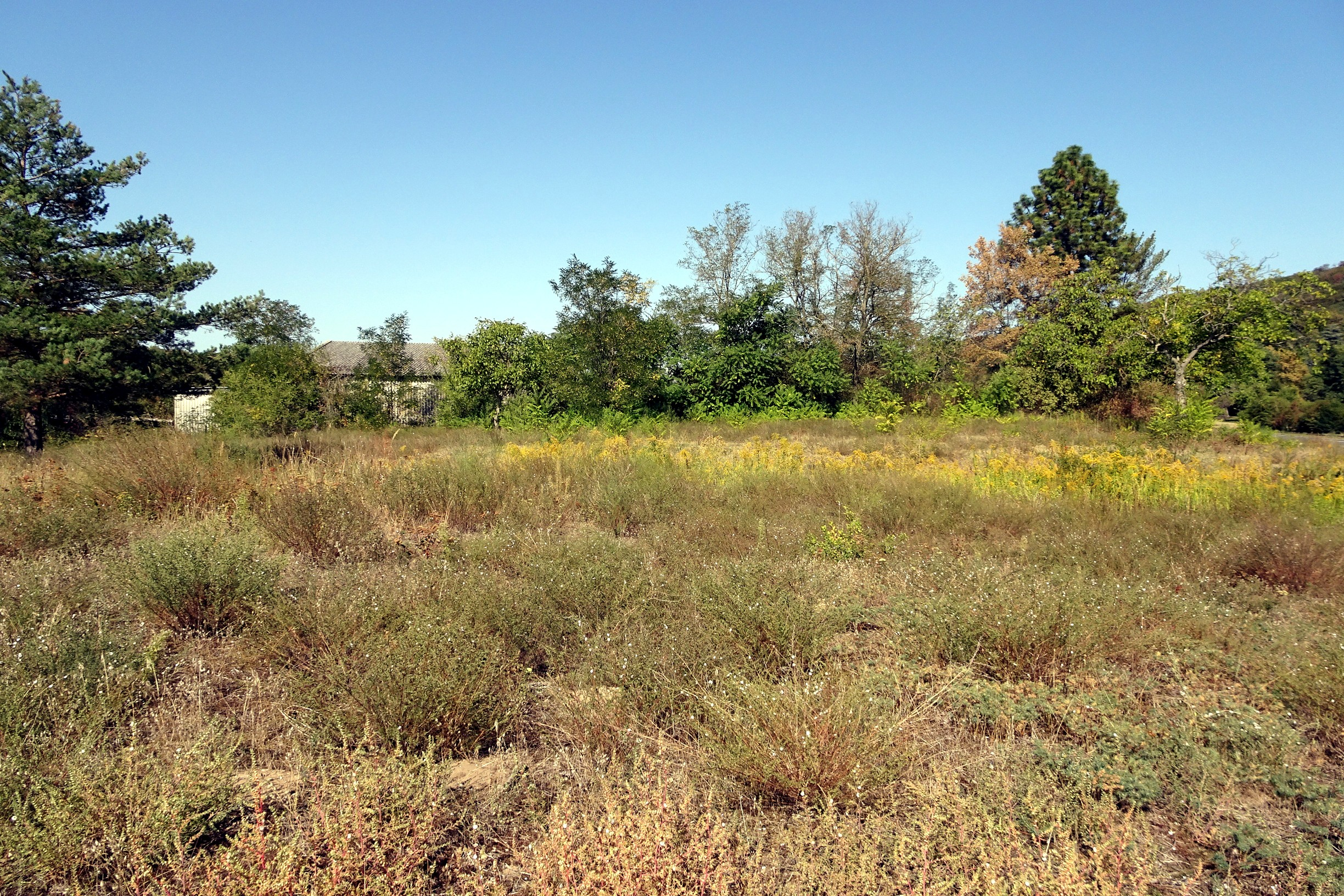
Oberste und unterste Röder nördlich Seeheim (2020): vorne Ruthenisches Salzkraut, Feld-Beifuß und Zypressen-Wolfsmilch, hinten Kanadische Goldrute, vor dem Heckenstreifen breitet sich der Götterbaum aus.

Die Oberste und unterste Röder nördlich Seeheim ist ein Natura2000-Gebiet in der Gemeinde Seeheim-Jugenheim im Landkreis Darmstadt-Dieburg, Südhessen. Die Ausweisung als FFH-Gebiet 6217-307 erfolgte mit der Verordnung vom 16. Januar 2008, geändert am 20. Oktober 2016. Geschützt wird eine Düne mit subkontinentalen basenreichen Sandrasen und einem Mosaik ehemaliger Nutzungsformen.

## Lage
Die Düne „Oberste und unterste Röder nördlich Seeheim“ liegt im Naturraum Hessische Rheinebene, Teilgebiet 225.8 Seeheimer Rinne. Sie gehört zu dem etwa 10 Kilometer breiten Gürtel von Flugsanddünen zwischen Darmstadt und Rastatt, in dem am Ende der letzten Eiszeit kalkhaltige Sande zu Binnendünen angeweht worden waren. Das FFH-Gebiet befindet sich in der Gemarkung Seeheim westlich der „Alten Bergstraße“ zwischen Seeheim und Malchen auf 134–144 Meter Meereshöhe. Im Süden grenzt die Wohnbebauung von Seeheim an, im Osten verläuft ein Feldweg und dahinter die Landesstraße 3100 („Alte Bergstraße“, ehemals B3). Die nördliche Grenze bildet ein Fahrweg südlich vom Röderhof. Im Westen begrenzt ein Feldweg das Gebiet, zusätzlich bildet ein schmaler, vorspringender Streifen eine Verbindung zum westlich gelegenen Naturschutzgebiet „Kalksandkiefernwald bei Bickenbach, Pfungstadt und Seeheim-Jugenheim“. Die geschützte Fläche umfasst 7,612 Hektar.

## Beschreibung, Flora und Fauna
In dem Dünenzug wechseln sich schmale Streifen von ehemaligen Kleingärten, Streuobstbeständen und Gehölzriegeln mit beweideten, gemähten oder ungenutzten Flächen ab. Derzeit liegen die meisten Flächen brach, es dominieren offene, sandige Grasland- und Ruderalbestände. Das FFH-Gebiet ist Lebensraum für gefährdete oder geschützte Tier- und Pflanzenarten.
Das Gebiet zeichnet sich durch gut bis sehr gut ausgeprägte Sandmagerrasen kalkreicher Standorte aus, die der gefährdeten Kegelleimkraut-Sandhornkraut-Gesellschaft zugeordnet werden. Als Pflanzenarten der Roten Liste kommen Gewöhnliche Osterluzei, Ästiger Schachtelhalm, Sand-Strohblume, Acker-Steinsame, Zwerg-Schneckenklee, Sand-Sommerwurz, Kegelfrüchtiges Leimkraut und Platterbsen-Wicke vor. Besonderheiten sind auch die Flechtenart Peltigera rufescens und der Winter-Stielbovist.
Im Gebiet leben gefährdete Schmetterlinge wie Kleiner Sonnenröschen-Bläuling und 12 Heuschreckenarten, darunter wärmeliebende Arten wie Blauflügelige Ödlandschrecke, Westliche Beißschrecke, Zweifarbige Beißschrecke und Weinhähnchen. In der Sandvegetation sind Gemeine Heideschnecke und Märzenschnecke zu finden. Auch die Zauneidechse und die Vogelarten Neuntöter, Grünspecht und Gartenrotschwanz wurden hier beobachtet.

## Schutzziele
Im FFH-Gebiet soll der Lebensraumtyp „Subkontinentale basenreiche Sandrasen“ (LRT 6120) erhalten werden.
Insbesondere die gefährdete Kegelleimkraut-Sandhornkraut-Gesellschaft ist zu fördern. Ein Maßnahmenplan regelt die nötigen Pflegeeingriffe zur Offenhaltung, beispielsweise extensive Beweidung mit Eseln oder Schafen, sowie Entbuschung und Entfernung neu aufkommender Gehölze.

## Beeinträchtigungen
Stellenweise breiten sich im Schutzgebiet unerwünschte Pflanzenarten wie Land-Reitgras und der nicht-heimische Götterbaum aus. Gefährdet sind die Sandrasen auch durch zunehmende Verbuschung und Beschattung. Problematisch für die mageren Rasen ist der Nährstoffeintrag durch Hundekot und Ablagerung von Gartenabfällen. Kleinflächig halten sich Gartenflüchtlinge, beispielsweise Kokardenblumen.